# Kolima
Der Kolima ist ein See in der Landschaft Mittelfinnland.
Der See hat eine Fläche von 101,08 km² und liegt auf einer Höhe von 111,2 m.
Er ist in zwei große Becken gegliedert – der nordwestliche Teil ist der Hauptsee, der südöstliche Teil heißt Matoselkä. Die Engstelle zwischen den beiden Teilseen bildet der Puralansalmi.
Im Einzugsgebiet des Kolima liegen die nördlich gelegenen Seen Alvajärvi, Muurasjärvi, Elämäjärvi und Saanijärvi.
Im Norden mündet der Heinäjoki, der Abfluss des Alvajärvi, in den Kolima.
Dort befindet sich auch die Kleinstadt Pihtipudas.
Im Süden wird der Kolima zum südlich gelegenen See Keitele entwässert.